# Eugeniusz Eibisch

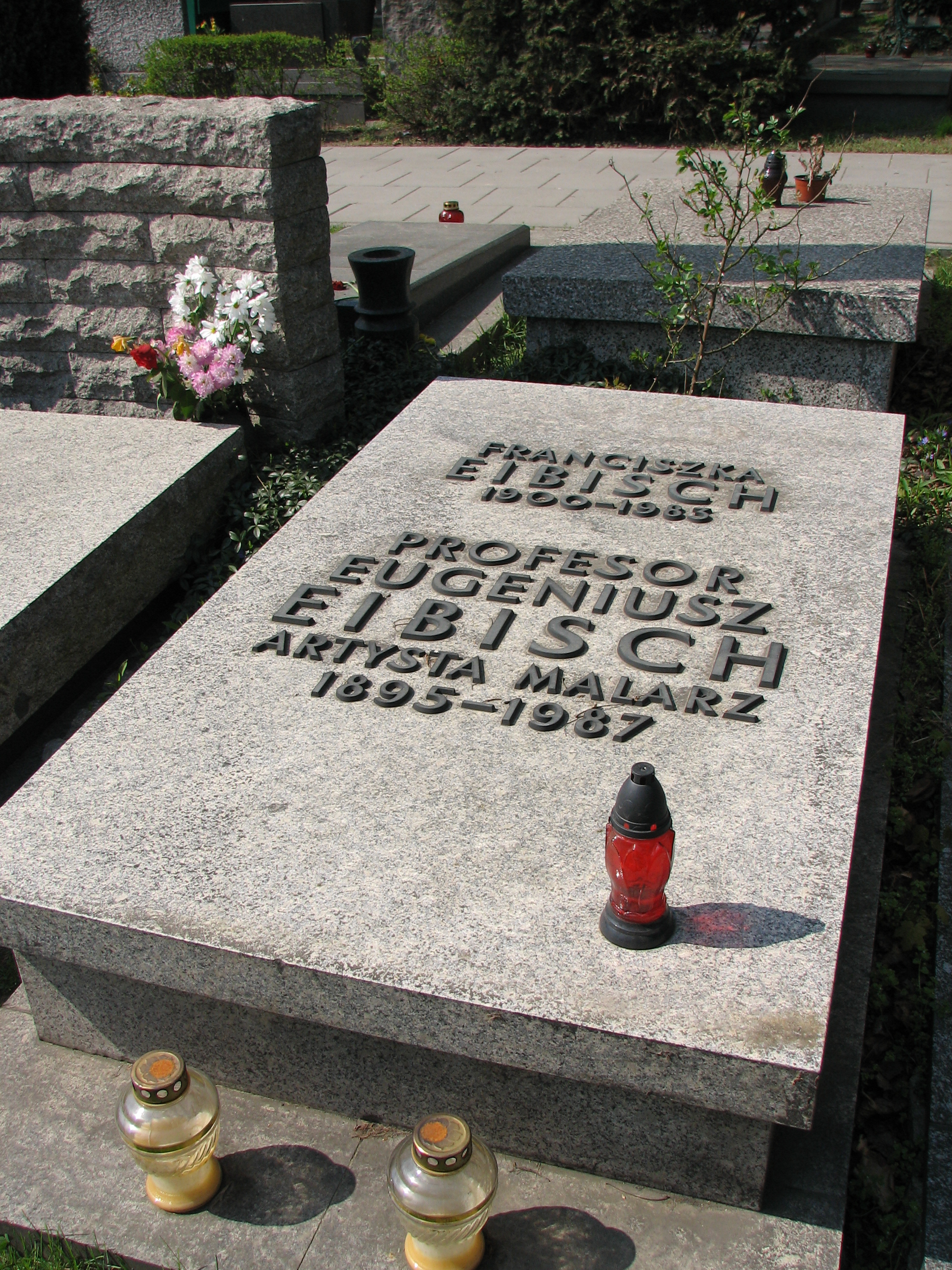
Das Grab von Eugeniusz Eibisch und seiner Frau Franciszka auf dem Powązki-Militärfriedhof in Warschau

Eugeniusz Eibisch (* 30. Dezember 1896 in Lublin; † 7. März 1987 in Warschau) war ein polnischer Maler und Hochschullehrer. Er wirkte als Rektor der Krakauer Kunstakademie und als Dekan an der Warschauer Kunsthochschule.

## Leben
Eibsch besuchte die Oberschule in Lublin. Im Jahr 1920 schloss er das Kunststudium an der Kunstakademie in Krakau unter den Professoren Jacek Malczewski und Wojciech Weiss ab. Zwei Jahre später ging er mit einem französischen Stipendium nach Paris, wo er mit Künstlern der Modernen Ersten École de Paris (Chaim Soutine, Maurice Utrillo, Louis Marcoussis, Wacław Zawadowski,  Henryk Hayden, Eugeniusz Zak) zusammenarbeitete. Hier freundete er sich auch mit dem französischen Schriftsteller Roger Martin du Gard an, der ihn als Vorlage für eine seiner Figuren (Serge) in „Les Thibault“ verwandte. Im Jahr 1939 kehrte Eibisch nach Krakau zurück, wo er als Professor an der Akademie arbeitete. Von 1945 bis 1950 wirkte er dort als Rektor. Im Anschluss war er bis 1969 als Dekan der Fakultät für Malerei  an der Kunstakademie in Warschau tätig. Eibisch wurde vielfach ausgezeichnet, unter anderem 1960 mit dem renommierten Preis der Solomon R. Guggenheim Foundation und dem Kunstpreis („Nagroda Plastyzczna“) der Stadt Krakau.

## Werk
Zunächst beeinflusst vom Formalismus, wurde Eibisch in den 1930er Jahren und der Nachkriegszeit ein bedeutender Vertreter des Polnischen Kolorismus. Eibisch malte vorwiegend Porträts, Landschaften und Stillleben. Seine sorgfältig komponierten Bilder basieren auf Perspektive und der tatsächlichen Beziehung zwischen den Objekten. Auch wenn er keinerlei Interesse an Abstraktion zeigte, zeigen einige seiner Werke mit ihren charakteristischen verschwommenen Umrissen Anklänge auch an diese Stilrichtung.
1926 nahm er (als Nichtgruppenmitglied) an Ausstellungen der Künstlergilde „Einhorn“ (Cech Artystów Plastyków „Jednoróg“) teil, obwohl seine Malerei sich von der Stilrichtung der Gruppe unterschied. Seine Bilder wurden in Moskau (1952, 1965), Delhi (1956), Stockholm (1959), Nancy und Buenos Aires (1960), Oslo (1961), Paris (Museum der Modernen Kunst, 1961), und Essen (Folkwang-Museum, 1962) gezeigt. Er war Teilnehmer der Biennale in Venedig 1952 und 1962. Bilder wurden von den Nationalmuseen in Breslau, Krakau, Posen und Warschau angekauft. Im Nationalmuseum Warschau wurde 1969 eine Retrospektive des Künstlers gezeigt, 1994 eine weitere in der Kunstakademie. Im Oktober 2007 wurde auch im Schlossmuseum seiner Geburtsstadt Lublin eine Ausstellung seiner Bilder organisiert.

## Bedeutende Werke
- Stillleben mit Fischen („Martwa natura z rybą“) (1938)
- Rudy chłopak (1958)
- Landschaft in Jugoslawien („Pejzaż z Jugosławii“) (1967)

## Franciszka-Eibisch-Stiftung
Eine nach Eibischs verstorbener Frau Francizska benannte Stiftung („Fundacja im. Franciszki Eibisch“) wurde zum Zweck der Förderung talentierter junger polnischer Maler gegründet.